# Deutsche Presse-Agentur
La Deutsche Presse-Agentur (DPA) è un'agenzia di stampa tedesca fondata nel 1949 con sede ad Amburgo.
La DPA è nata con l'intento di diventare una grande agenzia di stampa a diffusione mondiale a mezzo stampa, radio, televisione, on line, telefoni cellulari, ed in collaborazione con le agenzie di stampa nazionali.
Le sue news sono disponibili in tedesco, inglese, spagnolo e arabo.